# Angelo Domenghini
Angelo Domenghini (* 25. srpna 1941 Lallio, Italské království) je bývalý italský fotbalový útočník a trenér.
Fotbalovou kariéru začal v Atalantě, kde odehrál první utkání v nejvyšší lize v roce 1961. O dva roky později slavil se spoluhráči zisk italského poháru 1962/63. On sám vstřelil pět branek a byl nejlepším střelcem. V roce 1964 přestoupil do Interu, kde působil pět let. Za tu dobu získal dva tituly (1964/65, 1965/66), jedno vítězství v poháru PMEZ (1964/65) a dva Interkontinentální poháry (1964, 1965). Celkem za Nerazzurri odehrál 166 utkání a vstřelil 54 branek. V roce 1969 odešel do Cagliari, kde v sezoně 1969/70 získal s týmem překvapivě svůj třetí titul. Po čtyřech letech odešel na jeden rok do Říma. Poté hrál ještě ve Veroně a ve Foggie. Kariéru zakončil v Trentu v roce 1979.

## Hráčská statistika
| Sezóna  | Klub     | Liga     | Liga   | Liga | Ligové poháry | Ligové poháry | Ligové poháry | Kontinentální poháry | Kontinentální poháry | Kontinentální poháry | Celkem | Celkem |
| Sezóna  | Klub     | Soutěž   | Zápasy | Góly | Soutěž        | Zápasy        | Góly          | Soutěž               | Zápasy               | Góly                 | Zápasy | Góly   |
| ------- | -------- | -------- | ------ | ---- | ------------- | ------------- | ------------- | -------------------- | -------------------- | -------------------- | ------ | ------ |
| 1960/61 | Atalanta | Serie A  | 1      | 0    | IP            | 0             | 0             | -                    | 0                    | 0                    | 1      | 0      |
| 1961/62 | Atalanta | Serie A  | 3      | 0    | IP            | 1             | 0             | Stř.P                | 7                    | 2                    | 11     | 2      |
| 1962/63 | Atalanta | Serie A  | 33     | 8    | IP            | 3             | 5             | -                    | 0                    | 0                    | 36     | 13     |
| 1963/64 | Atalanta | Serie A  | 32     | 9    | IP            | 0             | 0             | PVP                  | 3                    | 1                    | 35     | 10     |
| 1964/65 | Inter    | Serie A  | 26     | 9    | IP            | 1             | 0             | PMEZ+Int.P           | 3+1                  | 1+0                  | 31     | 10     |
| 1965/66 | Inter    | Serie A  | 31     | 12   | IP            | 2             | 1             | PMEZ+Int.P           | 3+0                  | 1                    | 36     | 14     |
| 1966/67 | Inter    | Serie A  | 29     | 9    | IP            | 2             | 0             | PMEZ                 | 8                    | 0                    | 39     | 9      |
| 1967/68 | Inter    | Serie A  | 26     | 11   | IP            | 8             | 1             | Int.                 | 1                    | 0                    | 35     | 12     |
| 1968/69 | Inter    | Serie A  | 22     | 9    | IP            | 3             | 0             | -                    | 0                    | 0                    | 25     | 9      |
| 1969/70 | Cagliari | Serie A  | 30     | 8    | IP            | 4             | 0             | Vel.P                | 4                    | 1                    | 28     | 9      |
| 1970/71 | Cagliari | Serie A  | 29     | 8    | IP            | 3             | 1             | PMEZ                 | 4                    | 0                    | 36     | 9      |
| 1971/72 | Cagliari | Serie A  | 23     | 2    | IP            | 3             | 1             |                      | 0                    | 0                    | 26     | 3      |
| 1972/73 | Cagliari | Serie A  | 17     | 0    | IP            | 4             | 0             | UEFA                 | 2                    | 1                    | 23     | 1      |
| 1973/74 | Řím      | Serie A  | 30     | 4    | IP            | 2             | 0             | -                    | 0                    | 0                    | 32     | 4      |
| 1974/75 | Verona   | Serie B  | 28     | 3    | IP            | 2             | 0             | -                    | 0                    | 0                    | 30     | 3      |
| 1975/76 | Verona   | Serie A  | 0      | 0    | IP            | 0             | 0             | -                    | 0                    | 0                    | 0      | 0      |
| 1976/77 | Foggia   | Serie A  | 17     | 4    | IP            | 0             | 0             | -                    | 0                    | 0                    | 17     | 4      |
| 1977/78 | Olbia    | Serie C  | 21     | 10   | -             | 0             | 0             | -                    | 0                    | 0                    | 21     | 10     |
| 1978/79 | Trento   | Serie C1 | 19     | 3    | -             | 0             | 0             | -                    | 0                    | 0                    | 19     | 3      |
| Celkem  | Celkem   | Celkem   | 417    | 109  | -             | 38            | 9             | -                    | 34                   | 7                    | 482    | 125    |

## Reprezentační kariéra
Za reprezentací odehrál 33 zápasů a vstřelil 7 branek. Jednu branku vstřelil i na vítězném ME 1968, na tomto turnaji byl zařazen i do all-stars. Získal též stříbrnou medaili na MS 1970. Zde odehrál všechna utkání a vstřelil jednu branku.

### Statistika na velkých turnajích
| Reprezentace | Rok     | Zápasy             | Zápasy | Zápasy        | Zápasy           | Zápasy           | Zápasy       |
| Reprezentace | Rok     | Fáze turnaje       | Datum  | Soupeř        | Odehraných minut | Vstřelené branky | Výsledek     |
| ------------ | ------- | ------------------ | ------ | ------------- | ---------------- | ---------------- | ------------ |
| Itálie       | ME 1968 | Semifinále         | 5. 6.  | Sovětský svaz | 120              | 0                | 0:0          |
| Itálie       | ME 1968 | Finále č.1         | 8. 6.  | Jugoslávie    | 120              | 1                | 1:1          |
| Itálie       | ME 1968 | Finále č.2         | 1. 6.  | Jugoslávie    | 90               | 0                | 2:0          |
| Itálie       | MS 1970 | 1 zápas ve skupině | 3. 6.  | Švédsko       | 90               | 1                | 1:0          |
| Itálie       | MS 1970 | 2 zápas ve skupině | 6. 6.  | Uruguay       | 45               | 0                | 0:0          |
| Itálie       | MS 1970 | 3 zápas ve skupině | 11. 6. | Izrael        | 45               | 0                | 0:0          |
| Itálie       | MS 1970 | Čtvrtfinále        | 14. 6. | Mexiko        | 84               | 0                | 4:1          |
| Itálie       | MS 1970 | Semifinále         | 17. 6. | NSR           | 120              | 0                | 4:3 v prodl. |
| Itálie       | MS 1970 | Finále             | 21. 6. | Brazílie      | 90               | 0                | 1:4          |

## Hráčské úspěchy

### Klubové
- 3× vítěz italské ligy (1964/65, 1965/66, 1969/70)
- 1× vítěz italského poháru (1962/63)
- 1× vítěz poháru PMEZ (1964/65)
- 2× vítěz Interkontinentálního poháru (1964, 1965)

### Reprezentační
- 1× na MS (1970 - stříbro)
- 1× na ME (1968 - zlato)